# Закляті друзі (фільм, 2009)
«Закляті друзі» (англ. Little Fish, Strange Pond) — американський фільм 2009 року.

## Сюжет
Два шалапути, Джек і Солодкий Стівен, цілими днями вештаються вулицями Лос-Анджелеса і розмірковують про своє тлінне існування та божественне провидіння. На щастя, саме цього дня сили, які визначають їхнє одноманітне життя, нарешті вирішили направити долі сумовитих нероб у нове захопливе русло. І початися нове життя повинне з пограбування порно-магазину!